# Genuchus dimidiatus
Genuchus dimidiatus är en skalbaggsart som beskrevs av Gerstaecker 1882. Genuchus dimidiatus ingår i släktet Genuchus och familjen Cetoniidae. Inga underarter finns listade i Catalogue of Life.